# 泥生绿菌
弧状绿菌（Chlorobium limicola），也称栖泥绿菌，是绿菌科绿菌属的一种细菌。细胞短弧状。生长于含硫化氢和曝于光的泥和滞水中。

## 词源
种名limicola源于拉丁语名词limus（泥）；拉丁后缀动名词cola（生境）；现代拉丁语阳性名词limicola（泥生）。